# Lijst van voetbalinterlands Denemarken - Kroatië

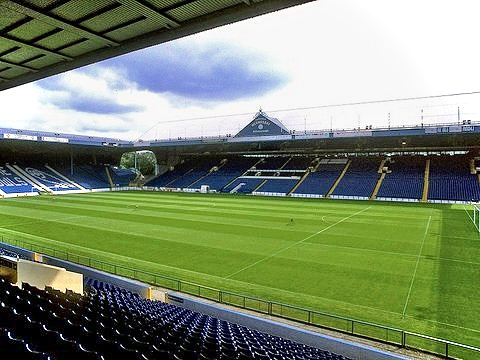
De eerste officiële interland tussen Denemarken en Kroatië werd gespeeld in het Hillsborough Stadion in Sheffield, Engeland.

Deze lijst van voetbalinterlands is een overzicht van alle officiële voetbalwedstrijden tussen de nationale teams van Denemarken en Kroatië. De landen hebben tot op heden acht keer tegen elkaar gespeeld. De eerste wedstrijd was op 16 juni 1996 in Sheffield  (Verenigd Koninkrijk) tijdens het Europees kampioenschap voetbal 1996. De laatste confrontatie, een groepswedstrijd tijdens de UEFA Nations League 2022/23, vond plaats op 22 september 2022 in Zagreb.

## Wedstrijden
| № | Plaats          | Datum             | Competitie                  | Wedstrijd            | Uitslag |
| - | --------------- | ----------------- | --------------------------- | -------------------- | ------- |
| 1 | Sheffield       | 16 juni 1996      | EK 1996                     | Kroatië – Denemarken | 3 – 0   |
| 2 | Split           | 29 maart 1997     | WK 1998 kwalificatie        | Kroatië – Denemarken | 1 – 1   |
| 3 | Kopenhagen      | 10 september 1997 | WK 1998 kwalificatie        | Denemarken – Kroatië | 3 – 1   |
| 4 | Split           | 10 februari 1999  | Vriendschappelijk           | Kroatië – Denemarken | 0 – 1   |
| 5 | Kopenhagen      | 5 juni 2004       | Vriendschappelijk           | Denemarken – Kroatië | 1 – 2   |
| 6 | Nizjni Novgorod | 1 juli 2018       | WK 2018                     | Kroatië – Denemarken | 1 – 1   |
| 7 | Kopenhagen      | 10 juni 2022      | UEFA Nations League 2022/23 | Denemarken – Kroatië | 0 – 1   |
| 8 | Zagreb          | 22 september 2022 | UEFA Nations League 2022/23 | Kroatië – Denemarken | 2 – 1   |

## Samenvatting
| Competitie          | Totaal gespeeld | Winst Denemarken | Gelijk | Winst Kroatië | Doelsaldo Denemarken – Kroatië |
| ------------------- | --------------- | ---------------- | ------ | ------------- | ------------------------------ |
| WK-eindronde        | 1               | 0                | 1      | 0             | 1 − 1                          |
| WK-kwalificatie     | 2               | 1                | 1      | 0             | 4 − 2                          |
| EK-eindronde        | 1               | 0                | 0      | 1             | 0 − 3                          |
| UEFA Nations League | 2               | 0                | 0      | 2             | 1 − 3                          |
| Vriendschappelijk   | 2               | 1                | 0      | 1             | 2 − 2                          |
| Totaal              | 8               | 2                | 2      | 4             | 8 − 11                         |

Wedstrijden bepaald door strafschoppen worden, in lijn met de FIFA, als een gelijkspel gerekend.

## Details

### Eerste ontmoeting
| EK 1996 (Sheffield, Verenigd Koninkrijk, 16 juni 1996): |              | |
| Kroatië | 3 – 0        | Denemarken |
| Davor Šuker 52' (pen.) Zvonimir Boban 84' Davor Šuker 89' | goals        | |
| Miroslav Blažević | bondscoach   | Richard Møller Nielsen |
| Dražen Ladić Slaven Bilić Igor Štimac Nikola Jerkan Robert Jarni Mario Stanić Robert Prosinečki 87' Zvonimir Boban 84' Aljoša Asanović Goran Vlaović 82' Davor Šuker | opstellingen | Peter Schmeichel 46' Thomas Helveg Marc Rieper Jes Høgh Michael Schjønberg 68' Henrik Larsen Claus Thomsen 58' Kim Vilfort Brian Nielsen Michael Laudrup Brian Laudrup |
| Nikola Jurčević 82' Zvonimir Soldo 84' Mladen Mladenović 87' | wissels      | 46' Jacob Laursen 58' Mikkel Beck 68' Stig Tøfting |
| Mario Stanić 20' Robert Prosinečki 23' Goran Vlaović 39' | gele kaarten | |

### Tweede ontmoeting
| WK 1998 kwalificatie (Split, Kroatië, 29 maart 1997):           |       |                   |
| Kroatië                                                         | 1 – 1 | Denemarken        |
| Davor Šuker 49'                                                 | goals | 82' Brian Laudrup |
| - Debuut van Jon Dahl Tomasson (sc Heerenveen) voor Denemarken. |       |                   |

### Derde ontmoeting
| WK 1998 kwalificatie (Kopenhagen, Denemarken, 10 september 1997): |       |                 |
| Denemarken                                                        | 3 – 1 | Kroatië         |
| Brian Laudrup 17' Michael Laudrup 36' Miklos Molnar 41'           | goals | 44' Davor Šuker |
| - Debuut van Ole Tobiasen (Ajax) voor Denemarken.                 |       |                 |

### Vierde ontmoeting
| Vriendschappelijk (Split, Kroatië, 10 februari 1999):                                        |       |               |
| Kroatië                                                                                      | 0 – 1 | Denemarken    |
|                                                                                              | goals | 44' Ebbe Sand |
| - Debuut van Stipe Pletikosa (Hajduk Split) en Alen Peternac (Real Valladolid) voor Kroatië. |       |               |

### Vijfde ontmoeting
| Vriendschappelijk (Kopenhagen, Denemarken, 5 juni 2004): |       |                                |
| Denemarken                                               | 1 – 2 | Kroatië                        |
| Ebbe Sand 56'                                            | goals | 27' Tomo Šokota 39' Ivica Olić |

### Zesde ontmoeting
| Achtste finale WK 2018 (Nizjni Novgorod, Rusland, 1 juli 2018):     |                     |                                                                                  |
| Kroatië                                                             | 1 – 1               | Denemarken                                                                       |
| Mario Mandžukić 4'                                                  | goals               | 1' Mathias Jørgensen                                                             |
| Milan Badelj Andrej Kramarić Luka Modrić Josip Pivarić Ivan Rakitić | strafschoppen 3 – 2 | Christian Eriksen Simon Kjaer Michael Krohn-Dehli Lasse Schöne Nicolai Jørgensen |